# Dějiny Jemenu

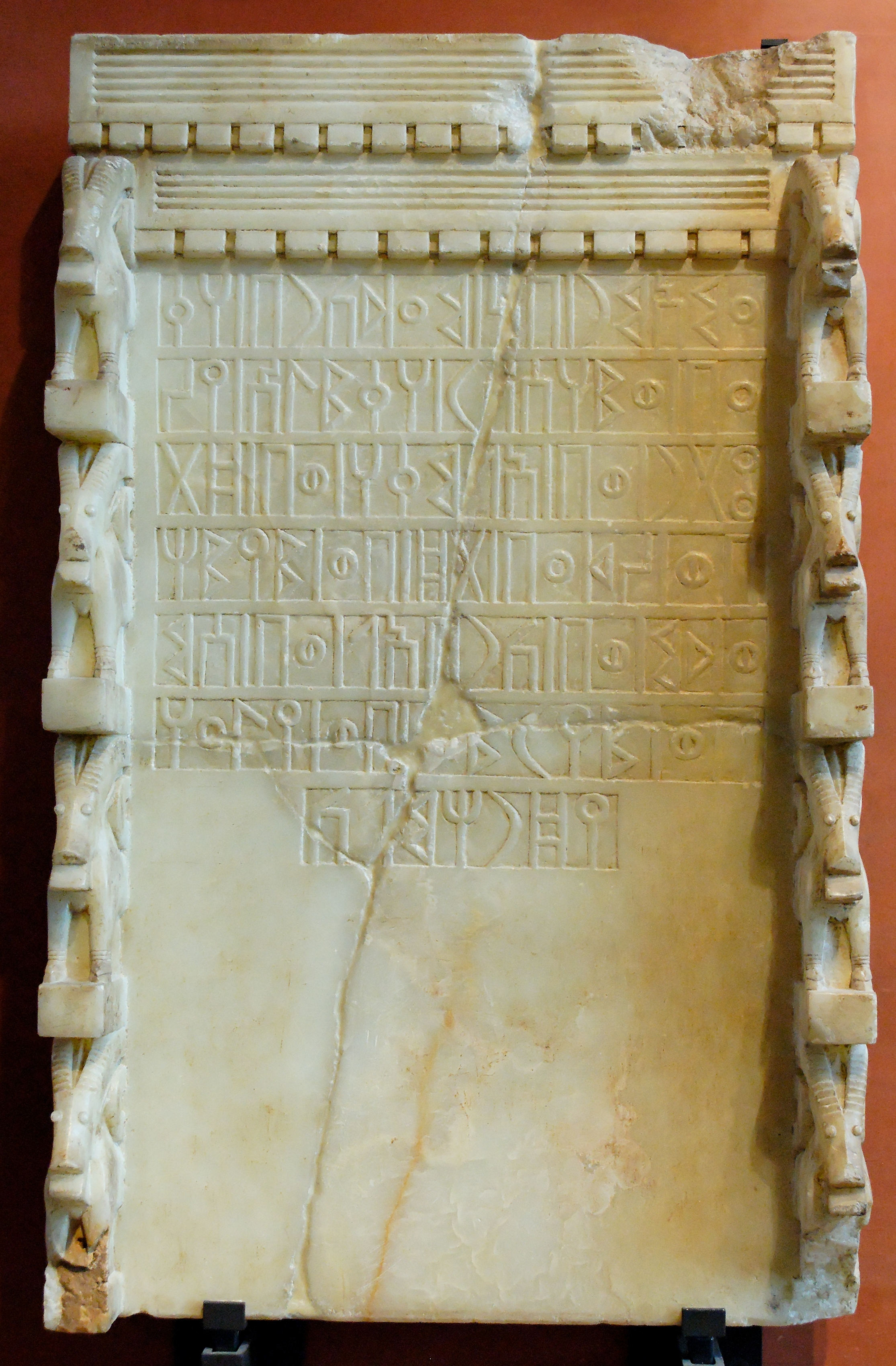
Sábský kamenný nápis ze 7. století adresovaný měsíčnímu bohu Alkmakovi, zmiňující jména dalších pěti jihoarabských bohů

Dějiny Jemenu jsou pro vývoj celého regionu velice důležité, jelikož díky příznivému podnebí s dostatečným množstvím srážek se tento jihozápadní cíp arabského poloostrova vymyká pouštnímu charakteru okolí. Příhodné prostředí pro zemědělství tak učinilo z Jemenu centrum nejstarších civilizací Blízkého východu.

## Starověké dějiny
Počátky Jemenu sahají až do biblických dob k Noemovu synu Šémovi, který založil hlavní město Saná. Samotný Noe pak měl být pohřben v horách za tímto městem.
Osídlení Jemenu je a bylo závislé na zdrojích vody. Proběhla zde dvě vlhčí období: 33 000–21 000 př. n. l. a 8 000–5 000 př. n. l., která umožnila v paleolitu existenci člověka v dnes již vyprahlých oblastech. Domestikace zvířat a rostlin zde probíhá asi v letech 6 000–4 000 př. n. l. Nálezy doby bronzové jsou potom hlavně z plošiny al Jawl, vádí Hadramaut, z Tihámy a z vrchoviny.
Systém různých tunelů, přehrad a cisteren se vyskytoval již ve 3. tis. př. n. l. Zadržovaly a stahovaly vodu z monzunových dešťů, které zde přicházejí ve dvou dešťových obdobích v roce: na přelomu dubna a května, července a srpna.
Pouštní oblasti Jemenu Rub al-Chálí, jsou považovány za mateřské území semitských kmenů, které se v první polovině 3. tis. př. n. l. vydaly na sever do Mezopotámie a asimilovaly místní obyvatelstvo. Nakonec tam založili Akkadskou říši pod vládou Sargona (kolem r. 2 300 př. n. l.). Jemen je považován za jedinou čistě semitskou oblast, tzn., že zde nikdy nežili lidé jiné jazykové skupiny.

### Katan
Podle arabské tradice byly tyto semitské kmeny sjednoceny kolem roku 2300 př. n. l. pod kmenem Katan (praotec všech Arabů, patrně ho lze ztotožnit s biblickým Joktamem, měl 24 synů, jejichž jmény a jmény jejich potomků, se nazývají další místní kmeny, například Hadramaut či Saba), který v těchto končinách vládl až do 9. století př. n. l.
O tomto kmeni toho není moc známo, protože neměl vlastní písmo a od Mezopotámie byl oddělen pouštními oblastmi. Víme jen, že provozoval čilý obchodní styk podél pobřeží Rudého moře . Tímto obchodem se později dostali do kontaktu s Féničany, od kterých převzali písemný systém. Takže někdy kolem roku 800 př. n. l. vstupují Semité jižní Arábie do historického období
Současně s kulturou kmene Qahtan se vyvíjela i kultura Tihama a to ve stejnojmenné oblasti. Její rozkvět se datuje mezi léta 1500–1200 př. n. l. Tato kultura se šířila dále kolonizací i do Afriky na území dnešního Somálska a Eritrey. Tito kolonizátoři zde založili dvě království: Aksum a Dam't.
V historickém období se na tomto území vyvíjelo několik království, která mezi sebou různě soupeřila nebo se sdružovala kvůli obchodu a jeho kontrole. Většina známých obchodních měst se nacházela na východním okraji hor.
Mezi 12. století př. n. l. a 6. století n. l. se pokoušelo území Jemenu ovládnout šest království, která se snažila získat pod kontrolu lukrativní trh s kořením.

### Sabejci

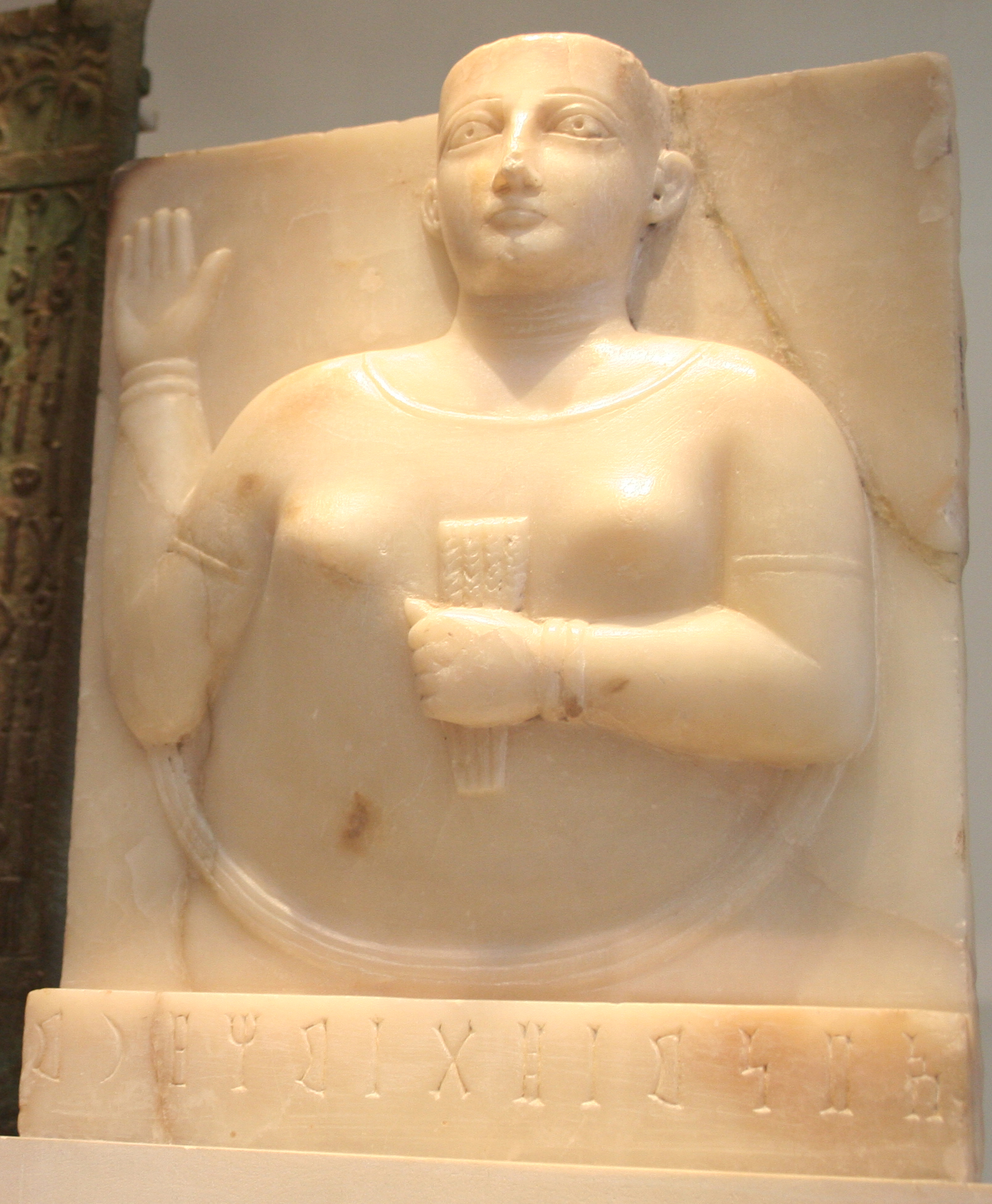
Sabejský náhrobek ženy držící stylizovaný snop pšenice, symbol plodnosti v dávných časech Jemenu

Od 8. století do roku 275 n. l. vládla v oblasti Sabejská dynastie . Centrum jejich království se nacházelo v dnešním guvernorátu Ma'ribu . Stejnojmenné hlavní město tohoto guvernorátu měl podle tradice založit nejstarší Noemův syn Sem. Právě během vlády Sabejských si země vysloužila název „Arabia Felix“, kterým Římané pojmenovali zemi, která v té době oplývala nebývalým bohatstvím a celkovou prosperitou. Původ tohoto bohatství tkvěl ve využití příznivého podnebí pro zemědělství. Mezi nejvýznamnější obchodní komodity patřilo kadidlo a myrha, které pak putovaly do oblasti Středomoří , Indie a Habeše.
Během 8. a 7. století př. n. l. došlo k navázání bližších vztahů s královstvím D'mt, které se rozkládalo na severu dnešní Etiopie a Eritreje. Důkazem těchto kontaktů jsou sabejské nápisy v Africe.
Zemědělství se v Jemenu stále zdokonalovalo. Zavlažovací systém byl založen na důmyslném systému podzemních vodních kanálů v horách a přehrad. Největší přehrada, která byla postavena 700 let př. n. l. u města Ma'rib dokázala zavlažovat 25 000 ha půdy. Svoji funkci přehrada plnila až v roce 570 n. l.
Sabejská říše existovala téměř čtrnáct století. Podle některých je toto království popsáno i ve starém zákoně (království Sheba). V Ma'ribu se dodnes zachovaly ostatky velkého chrámu z tohoto období.

### Hadramaut
První zmínky o království Hadramaut pocházejí z 8. století př. n. l., kdy je hadramautský král Yada'il zmíněn jako jeden ze spojenců krále Karab'il Watar.
Když království Ma'in v 4. st. př. n. l. převzalo kontrolu nad obchodními stezkami, stal se Hadramaut jejich spojencem (zřejmě z obchodních důvodů). Později se Hadramaut osamostatnil, ale byl napadán sousedním královstvím Himjar až do 1. st. př. n. l., ale všem útokům úspěšně odolal. V druhé polovině 2. st. n. l. se mu dokonce podařilo anektovat království Qataban a Hadramaut dosáhl své největší územní rozlohy, ale právě během tohoto období byl Hadramaut ve válce s královstvím Himjar a Saba'. Sabejskému králi Sha'irum se dokonce roku 255 podařilo dobýt Hadramautské hlavní město Shawba. Oslabenosti celé oblasti využilo Aksumské království a začalo zasahovat do jiho-arabských záležitostí. Aksumský král GDRT vyslal vojsko vedené jeho synem BYGTem na západní pobřeží, aby okupoval hlavní město himjarského království – Zafar. Vojska také zaútočila z jižního pobřeží proti Hadramautu jako spojenci Sabejského království. Hadramaut byl nakonec dobyt himjarským králem Shammarem Yuhar'ishem v 4. st. n. l., který sjednotil všechna království v jedno.

### Ausán
Starověké Ausánské království bylo nejmenší z jihoarabských království. Nacházelo se v jižním Jemenu, severně od Adenu. Pozůstatky tohoto království, které existovalo mezi léty 800 až 700 př. n. l. můžeme vidět na pohorku (tell) Hagar Asfal. Kde leželo jeho hlavní město Miswar stále ještě není jasné. Již kolem roku 700 začal Ausán expandovat na úkor Kabatánu a na západ na úkor Hadramautu. Získal také přístup k moři. To umožnilo rozvoj námořního obchodu soustředěném v přístavním městě Tafid a později v Adenu.
Za vlády sabejského krále Karib'ila Watara I. se Ausánské království dostalo do konfliktu se rodící se Sábou, kterou podporoval Kabatán, Hadramaut a městské státy Haram a Kaminahu. Po několika taženích Sábejci Ausán porazili a obsadili. Ausán a jeho vazalové Kahad, Dahas a Tubanaw byli předání pod správu Kabatánského království. Po 4. století před naším letopočtem získal Kabatán na Sábě nezávislost a zdá se, že Ausán, Kahad, Dahas a Tubanaw jsou v kabatánských záznamech vedeny jako nadále kabatánská území. Pouze v prvním století před naším letopočtem se Ausán společně s ostatními kabatánskými državami opět osamostatnil, avšak jen do té doby, než oblast ovládlo Himjarské království.

### Katabán

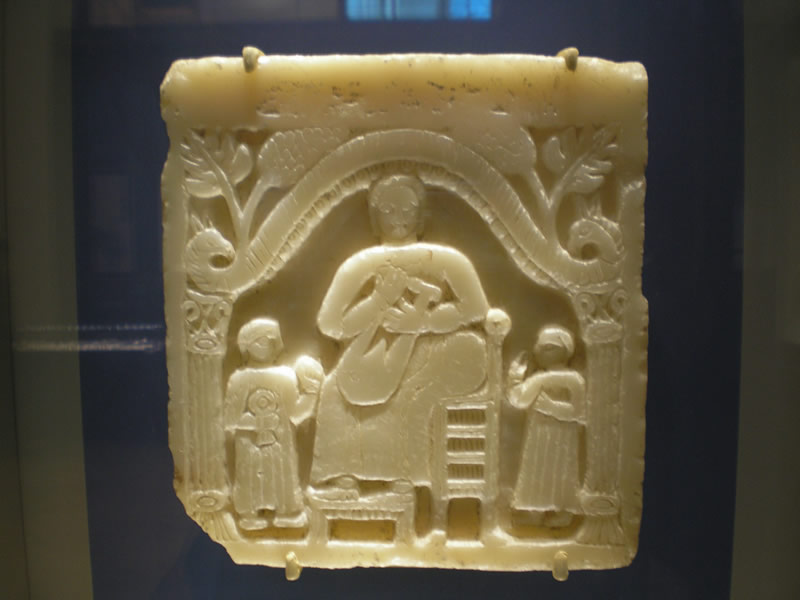
Pohřební stéla představující hudební scénu, 1. století našeho letopočtu

Od 4. století př. n. l. do roku 200 n. l. v údolí Baihan prosperovalo království Katabán. Hlavním městem bylo Timna, které leželo na obchodní stezce, která procházela i přes další království Hadramaut, Saba a Ma'in. Hlavním božstvem byl Amm, nebo také „Strýček“ a sami vyznavači se označovali za „Ammovy děti“. Královský trůn byl dědičný a nástupci nesli titul tobba. Katabánu taktéž podléhaly kmeny Himjarců.

### Ma'ín
Ma'ínské království se nacházelo na severozápadě dnešního Jemenu, většina jím ovládaných měst ležela podél Vádí Madhab. Hlavním městem ma'ínského království byla Karna (dnešní město Sada); další důležité město byl Jathill (dnešní jemenské město Barakiš). Ačkoliv v dřívější době oblasti dominovala Sába, ma'ínské nápisy pocházejí ze stejné doby jako první nápisy sábejské. Nicméně ještě před výskytem ma'ínských nápisů se o samotných Ma'íňanech zmiňují prameny jako o „Madhabanech“ (podle Vádí Madhab). Ma'ínské byly kromě území samotného království nalezeny i daleko za jeho hranicemi, například v al-Ula na severozápadě dnešní Saúdské Arábie a dokonce na ostrově Délos a v Egyptě. Ma'ínské království bylo prvním jihoarabským státem, který zanikl a ma'ínský jazyk vymřel přibližně kolme roku 100 našeho letopočtu.
Hlavním městem království Ma'in byl Karna (nyní Sadah). Dalším významným městem byl Yathill (nyní Baraqish). Ačkoli jihoarabské historii dominovali v raných dějinách Sabejci, Minaeanské nápisy pocházejí ze stejného období jako první sabejské písemné pozůstatky (8. st. př. n. l.). Minaenské království se nacházelo v severozápadní části Jemenu, přičemž města byla situována především podél vádí Madhab. Minaenské nápisy byly nalezeny daleko za hranicemi království Ma'in, v al-'Ula v severozápadní Saúdské Arábii a egyptském ostrově Délos . Království Ma'in zaniklo nejdříve ze všech jemenských království. Minaenský jazyk vymřel kolem roku 100 n. l.

### Himjar

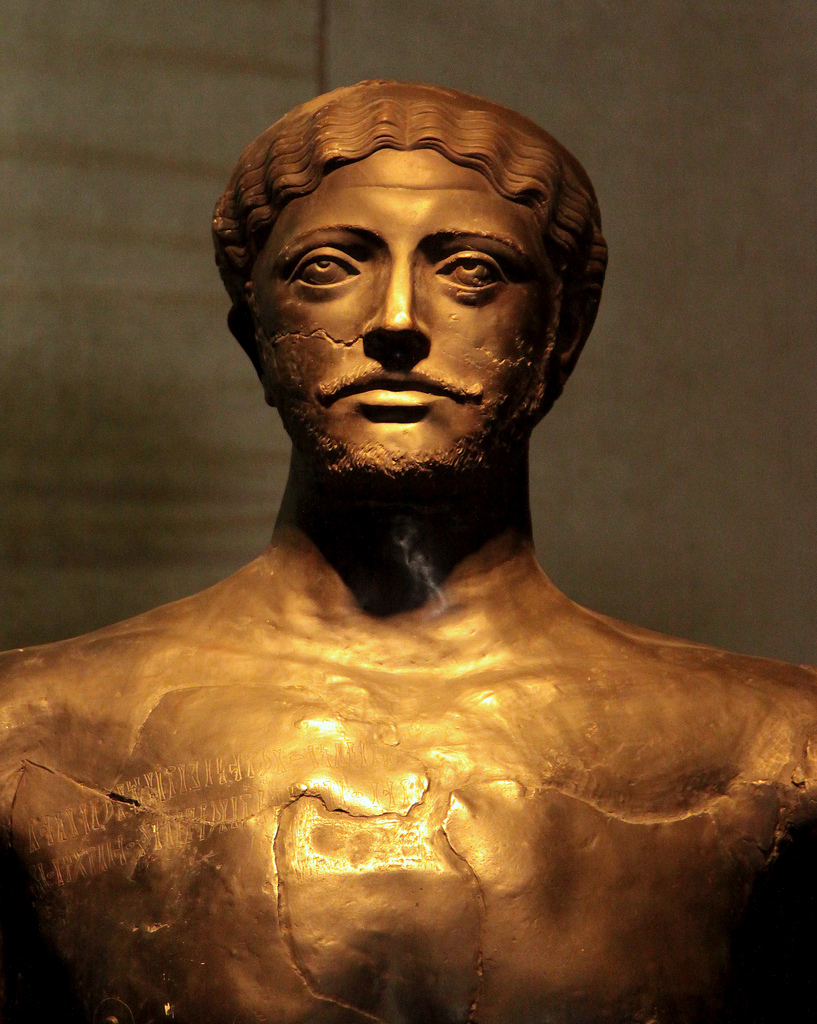
Himjarský král Dhamar Ali Yahbur II.

Království Himjar sjednotilo jihovýchodní část arabského poloostrova. Kontrolovali Rudé moře i Adenský záliv. Díky úspěšným vojenským akcím se podařilo království rozšířit východně k Perskému zálivu a severně hluboko do pouště.
Během 3. st. n. l. spolu jemenská království neustále válčila. To vedlo k zásahu Aksumského krále GDRTa, který se spojil se Sabejským, Hadramautským a Qatabanským královstvím a v první třetině 3. století obsadil hlavní město Zafar (nyní malá vesnice v regionu Ibb). Sabejci se pak neočekávaně obrátili proti Hadramautu a dobyli jeho hlavní město roku 225. Himjar se pak spojil se Sabejci a napadli nově dobytá Aksumská teritoria. Nakonec se jim podařilo znovu dobýt Zafar, který byl do té doby pod kontrolou GDRTova syna BYGTa a zatlačili Aksumské vojsko zpět do oblasti Tihama.
Himjar postupně pohltil Sabejské království. Obchodovali z přístavu al-Muza v Rudém moři. Himjarský král Dhu Nuwas ustanovil v 6. století judaismus státním náboženstvím a masakroval křesťany. Toto chování pobouřilo Kaleba, křesťanského krále Aksumského království a s podporou byzantského císaře Justiniána I. napadl Himjar a následně jej připojil ke svému území, aby o padesát let později celé území padlo do rukou Peršanům.

### Aksum
Lidé semitského původu z jihu Arabského poloostrova kolonizovali území na západním pobřeží Afriky na území dnešních států Etiopie a Eritreje. Již od 4. st. př. n. l. zde začíná vyrůstat národ obchodníků silně provázaných se Středomořím a s Indií, který se jako státní útvar prosazuje v 1. st. n. l.
Aksumské království prospívalo hlavně ze zprostředkování obchodního spojení mezi Římskou říší a Indií. V 1. st. n. l. Aksumské království ovládlo původní obchodní artikly, které poskytovala země Kuš a to jak přes moře (přístav Adulis) tak přes pevninu (karavanní stezka do Egypta).
Ve 3. st. n. l. se Aksumské království začalo zajímat o oblasti jižní Arábie, ve kterých se rozhodlo posílit svůj vliv. Ke konci 3. st. začalo také království razit vlastní mince a v roce 325 (nebo 328) král Ezana přijal křesťanství.
Ve své největší slávě mělo království tento rozsah: severní Etiopie, Eritrea, severní Súdán, Džibutsko, Jemen a jih Saúdské Arábie.
Na počátku 6. století zažívá království ještě poslední zlatý věk. V sedmém století potom ustává ražba mincí a v 9. a 10. století se království pomalu rozpadá během invaze pohanské či židovské královny Gudit.

### Sásánovské období
Oblast dnešního Jemenu se do Sásánovské sféry vlivu dostala v 6. st. n. l., když se Peršané snažili vystrnadit etiopské Aksumity z Jemenu. Okolo roku 570 byl připojen Aden a roku 597 se po vyslání dalšího perského vojska stala z Jemenu perská provincie, která již nebyla spravována jemenským vazalem, ale perským satrapou.
Po zavraždění Peršana Dhi Yazana byla jednotná jemenská provincie rozdělena do několika království, což bylo součástí perské expanzivní politiky, jejímž cílem bylo zabezpečit příhraniční oblasti jako byl Jemen.
Roku 628 perský vladař Badhan přestoupil na islám, který byl následně přijat i v Jemenu.

## Středověk

### Příchod islámu

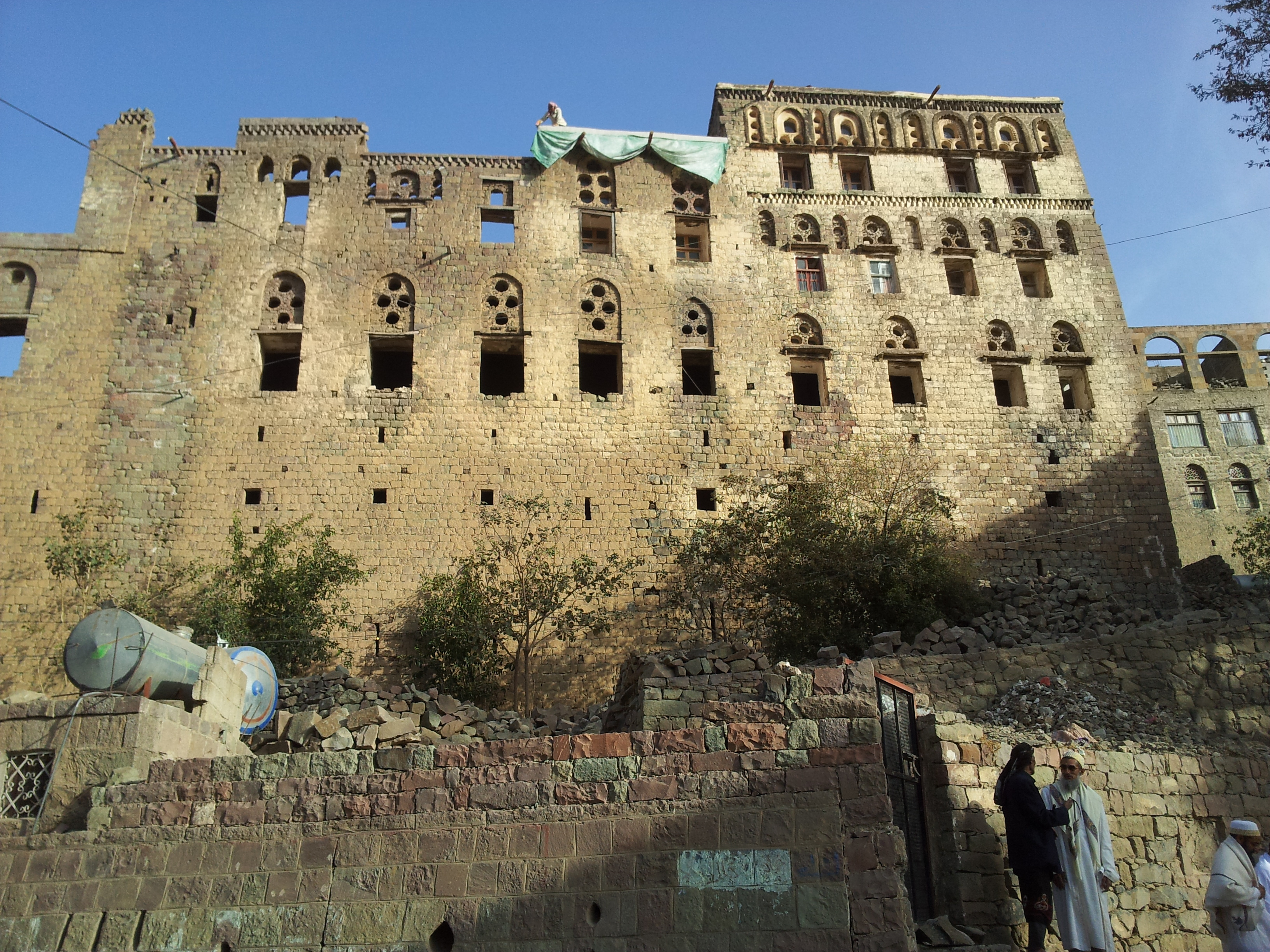
Palác královny Arwy

Islám vstoupil do Jemenu ještě za života proroka Muhameda, když roku 628 přijal Islám vladař Bahdan. Od té doby byl Jemen spravován jako islámský chalífát a stal se součástí islámské říše.
Textilní výrobky, které provázela pověst výborné kvality, své místo našly i za doby vlády Abbásovců a výrobky z Adenu a Saná hrály důležitou úlohu v textilním průmyslu.
Severní Jemen byl spravován imámy z různých dynastií, většinou však příslušníky Zajdiů, kteří vytvořili teokratické politické struktury, které přežily až do moderní doby. V roce 897 se Yahya al-Hadi ila'l Haqqovi podařilo započít linii šíitských imámu, kteří vládli až do druhé poloviny 20. století.
Jemenská středověká historie je charakteristická zápasy imámu o moc. Egyptští Fátimovci pomohli v 11. století k dominanci šíitské sektě Ismailitů. Roku 1173 Rasulidská dynastie (původem z Turecka) ovládla Jemen a za hlavní město určila Zabid. Rasulidé v Jemenu vládli mezi léty 1230 až 1516, pak zemi převzali egyptští mameluci, ale o rok později byla země zabrána Osmanskou armádou. S tímto stavem se nechtěl smířit zaidijský imám Qasim Veliký a deset let po jeho smrti byla již většina země v rukou zaidijských imámů až do 19. století. Osmanští Turci měli pod kontrolou pouze izolované pobřežní části.

## Moderní dějiny

Vlajka Adenské kolonie

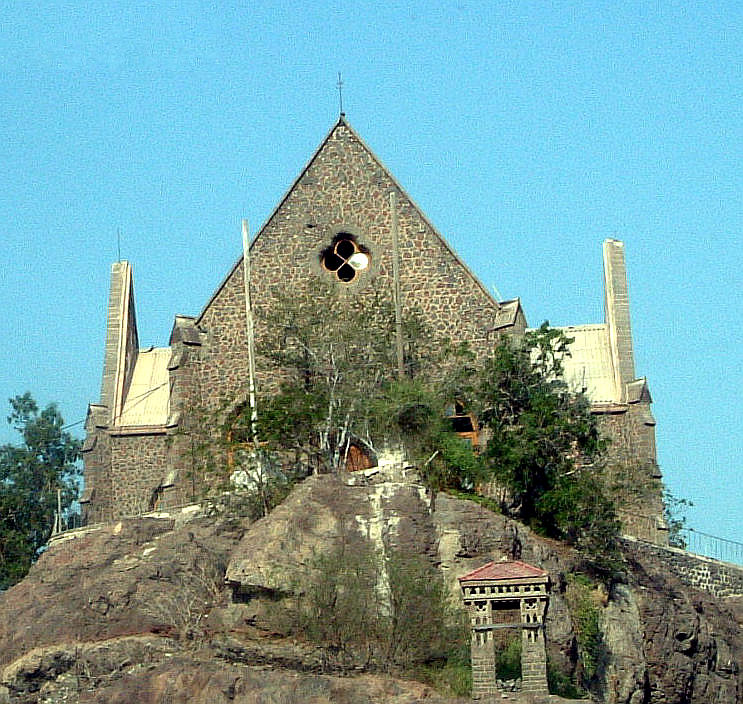
Kostel sv. Josefa v Adenu byl postaven Brity v roce 1850 a dnes je opuštěný

V 19. století se vláda zaidijských imámů v důsledku vnitřních rozepří zhroutila, čehož využili Osmani, kteří se postupně zmocnili Severního Jemenu a roku 1872 ustanovili Saná jako hlavní město.
Britský zájem o oblast jižního Jemenu začal sílit kolem roku 1832, když Britská východoindická společnost hledala příhodné místo k vybudování zásobovací stanice pro lodě, které pluly do Indie. Tímto místem se stal přístav Aden. Následné snahy o snížení počtu pirátských přepadení britských lodí vedl Brity k vyhlášení protektorátu nad městem Aden v roce 1839, ke kterému bylo postupně přidáno okolní území. Význam Adenu vzrostl po otevření Suezského průplavů v roce 1869, čímž narostla námořní doprava po Rudém moři.
Dohodou z roku 1904 ustanovili Osmani a Britové hranici mezi Severním a Jižním Jemenem. Společní nepřátelé napomohli sjednoceni Zaidijů proti společným nepřátelům a roku 1905 vypukla vzpoura zaidijských kmenů.
Na přelomu 19. a 20. století podepsali Britové s místními vládci dohodu, která zaručovala zachování dosavadních politických struktur a deklarovala Adenský protektorát. Území bylo rozděleno do množství sultanátů a emirátů. Z administrativních důvodů bylo území rozděleno Východní a Západní adenský protektorát.

### Jemenské království

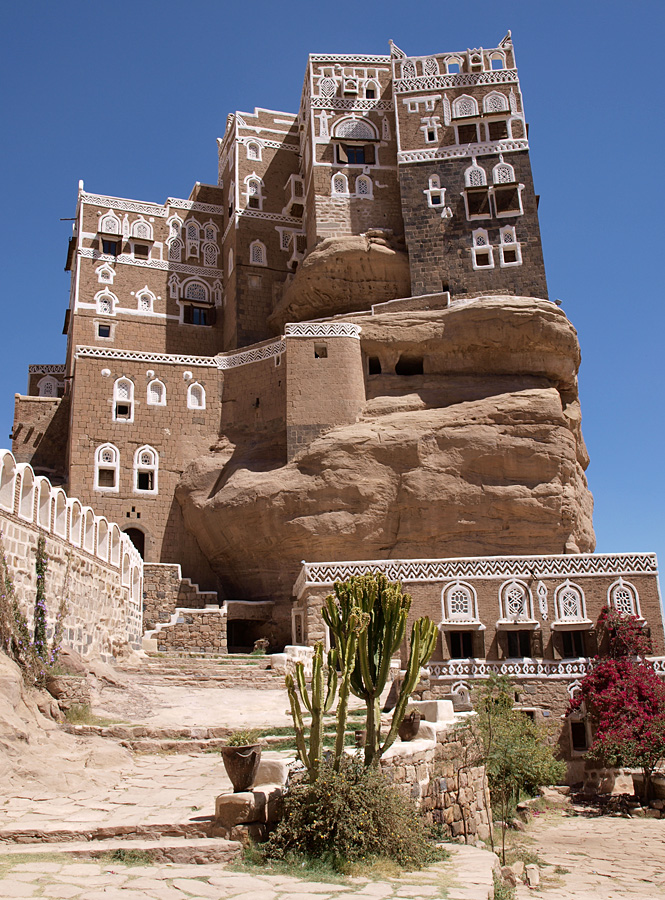
Dům imáma Yahya Muhammada v Saná

Osmanská říše se z oblasti definitivně stáhla v roce 1918. V Severním Jemenu se vlády ujal imám Yahya Muhammad, který vyhlásil království Mutawakkilite. Aden byl stále spravován jako součást Britské Indie až do roku 1937, kdy se z něj stala britská korunní kolonie. Okolí Adenu a zbytek hadramautského území nebyly přímo administrativně spravovány z Adenu, ale byly smluvně vázány jako protektoráty. Ekonomický rozvoj se koncentroval především v Adenu, čemuž napomohlo v roce 1930 objevení ropy na Arabském poloostrově. Ostatní území ekonomicky stagnovalo.
Imám Yahya zemřel při neúspěšném pokusu o převrat v roce 1948. Na jeho místo nastoupil jeho syn Ahmad bin Yahyan. Následné období bylo charakteristické růstem represivních opatření a narůstajícími konflikty s Brity v Jižním Jemenu. Ahmad, který zemřel v září roku 1962, podporoval nacionalistické tendence egyptského prezidenta Násira.
V souladu s Násirovou politikou, která se snažila eliminovat britský vliv na Blízkém východě, se Ahmad pokusil připojit území Jižního Jemenu. V reakci na tyto snahy se 11. února 1959 vytvořila Federace jižních arabských emirátů, kterou původně tvořilo šest států, ale následně se k nim přidalo dalších devět. Celá federace byla pod britskou ochranou.

### Dva státy

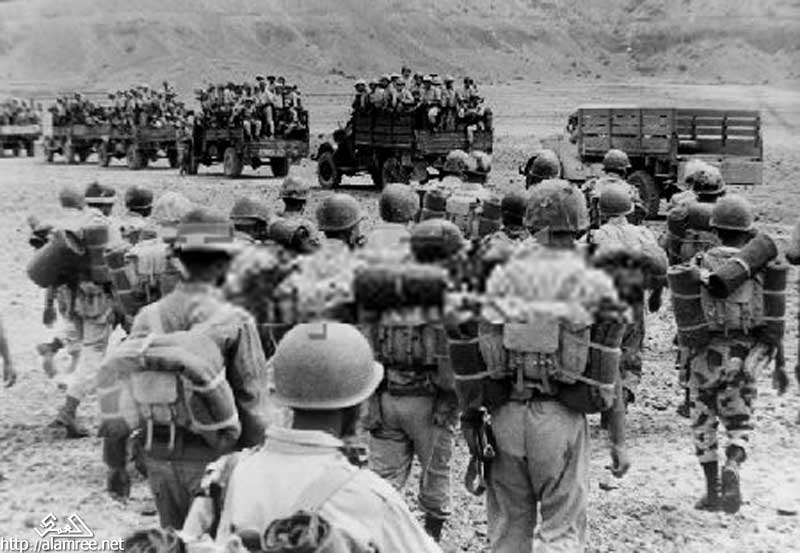
Egyptská vojenská intervence v severním Jemenu v roce 1962

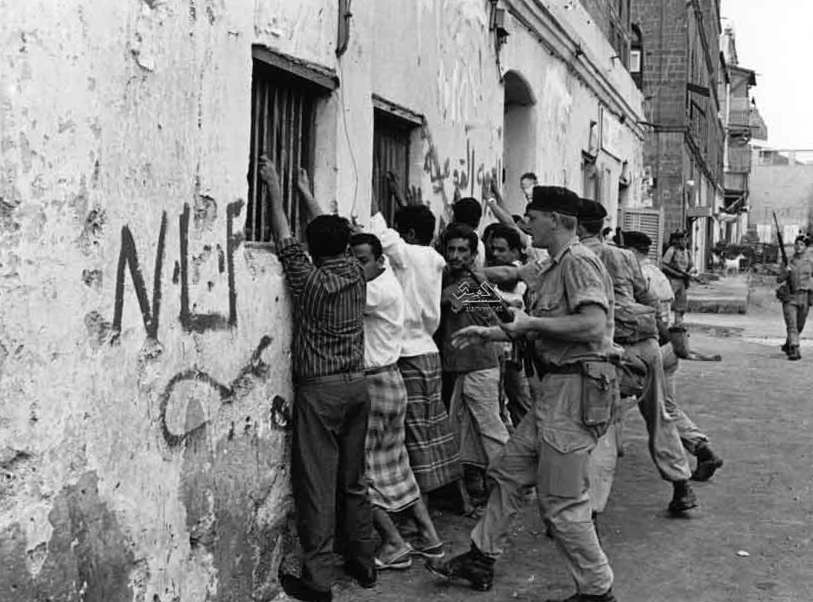
Britské jednotky během akce proti povstalcům na území Jihoarabské federace, 1967

Krátce poté, co se do čela Mutawakkilitského království dostal Ahmadův syn Muhammad al-Badr (1962), převzaly kontrolu nad zemí revoluční síly, které se zmocnily hlavního města Saná a vyhlásily Jemenskou Arabskou republiku. Nově vzniklý stát byl zásobován a vojensky podporován Egyptem. Strana monarchistů byla podporována Jordánskem a Saúdskou Arábií. V zemi vypukla občanská válka, která skončila kolem roku 1967, kdy se ze země stáhla egyptská vojska.
Během 60. let se Velká Británie snažila začlenit všechny protektorátní země do Federace. Dne 18. ledna 1963 byla začleněna proti vůli většiny obyvatel města Kolonie Aden jako Stát Aden do Jihoarabské federace. Současně se k federaci připojilo ještě několik dalších států. Zbylá území, která se stále odmítala připojit, vytvořila Jihoarabský protektorát.
Roku 1963 se boje vedené v Severním Jemenu (mezi egyptským vojskem a guerillami vedených Británií a financovaných Saúdskou Arábií) dostávají i do Jižního Jemenu prostřednictvím Národní osvobozenecké fronty (NLF), která doufala, že donutí Brity opustit Jemen. Jejich prvním činem byl granátový útok proti britské vysoké komisařce dne 10. prosince 1963. Zabita byla jedna osoba, padesát jich bylo zraněno. Následně byl vyhlášen stav nouze, který vešel ve známost jako Adenská pohotovost.
V lednu následujícího roku se Britské jednotky přesunuly do Radfanských hor, aby došlo ke konfrontaci s egyptskými jednotkami a Národní osvobozeneckou frontou. V říjnu byly britské jednotky značně potlačeny a Fronta rozšířila granátové útoky i mimo Adenskou kolonii.
Roku 1964 Velká Británie ústy Harolda Wilsona oznámila svůj záměr vzdát se moci ve Federaci Jižní Arábie v roce 1968, ale ponechat v oblasti své vojenské jednotky. Toho roku bylo ve Federaci spácháno 280 guerillových útoků. Roku 1965 se jejich počet ještě zvýšil na číslo 500. Roku 1966 britská vláda zveřejnila záměr stáhnout veškeré vojenské jednotky. Bezpečnostní situace se tím ještě zhoršila, jelikož Socialistická fronta pro osvobození okupovaného Jižního Jemenu (FLOSY) začala napadat NLF a britské jednotky s cílem zajistit si co největší podíl na moci.
V lednu roku 1967 došlo k masovým nepokojům ve staré čtvrti Adenského města mezi členy FLOSY a NLF, které trvaly i přes zásah britských vojáků do poloviny února. Nepokoje si vyžádaly velké oběti na životech.
Dočasné uzavření Suezského průplavu roku 1967 zničilo poslední Britský důvod proč setrvávat v Jemenské oblasti. V červnu stejného roku došlo ke vzpouře v armádě Federace jižní Arábie, která zasáhla i policii. Britům se však podařil obnovit pořádek.
Gerilové útoky NLF však neustaly a na konci listopadu 1967 Britové definitivně opouštějí Jemen před původně plánovaným termínem a bez dohody o následném postupu. Federace jižního Jemenu se zhroutila a nahradila ji Lidová republika Jižní Jemen. NLF s podporou armády porazila FLOSY a ovládla nově vzniklý stát.
V Severním Jemenu po posledním roajalistickém obléhání Sany došlo k usmíření s většinou opozičních představitelů a Saúdská Arábie uznala Jemenskou Arabskou republiku v roce 1970.
V Jižním Jemenu v červnu roku 1969 se dostalo k moci radikální marxistické křídlo NLF.
Národní osvobozenecká fronta 1. prosince 1970 změnila název Jižního Jemenu na Lidově demokratickou republiku Jemen. Všechny politické strany byly sloučeny do Jemenské socialistické strany. Země navázala blízké vztahy se Sovětským svazem, Čínou, Kubou a radikálními Palestinci. Velmi blízké vztahy se Sovětským svazem vedly k tomu, že jejím vojenským námořním silám umožnila využívat své přístavy.
Vztahy mezi Severním i Jižním Jemenem byly ze začátku poměrně přátelské, i když někdy napjaté. Myšlenka sjednocení obou států se poprvé objevila roku 1972, ale roku 1979 se vztah mezi oběma zeměmi vyhrotil natolik, že k válečnému konfliktu nedošlo jen díky zásahu Ligy arabských států. Myšlenka sjednocení pak byla znovuoživena na summitu v Kuvajtu, který se konal v březnu roku 1979.
Rozhodující úlohu v nově vzniklém státu chtěla hrát Lidová demokratická republika Jemen a začala podporovat levé povstalecké křídlo v severním Jemenu.
Roku 1980 odešel jihojemenský prezident Abdul Fattah Ismail do exilu a na jeho místo nastoupil Ali Nasir Muhammad, který zaujal méně intervencionistický postoj k Severnímu Jemenu i sousednímu Ománu. Dne 13. 1. 1986 se střetli příznivci prezidenta Nasira a odejivšího Ismaila, který chtěl získat zpět svou moc. Konflikt si vyžádal mnoho mrtvých, mimo jiné i Ismaila. Nasir uprchl s dalšími 60 000 lidmi do Jemenské arabské republiky.
Myšlenka sjednocení byla vyřčena poprvé kolem roku 1972, ale zásadní kroky byly provedeny až roku 1988, kdy se obě země dohodly na utišení vzájemných sporů, obnovení diskuze, společném průzkumu ropných oblastí kolem jejich vzájemných hranic a na demilitarizaci hranic a jejího volného přechodu s vnitrostátní identifikační kartou.
V listopadu 1989 se představitelé Jemenské arabské republiky (Ali Abdullah Saleh) a Lidově demokratické republiky Jemen (Ali Salim al-Biedh) dohodli na návrhu jednotné ústavy, který byl sestaven již roku 1981.

### Sjednocení

Severní Jemen (oranžově) a marxistický Jižní Jemen (modře) před rokem 1990

Jednotná Jemenská republika byla vyhlášena 22. května 1990. Saleh se stal prezidentem a jako viceprezident byl jmenován Ali Salim al-Biedh. Poprvé za mnoho století byla většina Velkého Jemenu sjednocena. Pro sjednocení obou ekonomických a politických systémů byla stanovena lhůta 30 měsíců. Prezidentský poradní sbor sestával z 26 členů z Jemenské arabské republiky a 17 členů z Lidově demokratické republiky Jemen. Tento sbor zvolil premiéra, který byl pověřen sestavením vlády. Sestaven byl také prozatímní 301členný parlament (159 zástupců ze severu, 111 z jihu a 31 nezávislých členů, kteří jsou jmenováni předsedou poradního sboru).
Jednotná ústava byla přijata v květnu roku 1990 a o rok později byla přijata i obyvatelstvem. Tento dokument zavazoval zemi k svobodným volbám, pluralitnímu politickému systému, zaručovala soukromé vlastnictví, rovnost v právu a respektování základních lidských práv a svobod. Parlamentní volby se uskutečnily dne 27. dubna 1993 a podle mezinárodních pozorovacích skupin proběhly svobodně a tajně. V parlamentu získala strana GPC 143 křesel, YSP 69, 63 strana Islaah (což byla proreformní strana, sestávající z různých kmenových a náboženských skupin), 6 křesel získala strana Baath, po třech křeslech Nássiristé, 2 Al-Haq a 15 mandátů získali nezávislí kandidáti.
Konflikty v následně vytvořené vládní koalici vedly ke zhoršení bezpečnostní situace a snahám kmenových vůdců využít nepřehledné situace ve svůj prospěch.

### Občanská válka
Haydar Abu Bakr Al-Attas, bývalý premiér Lidově demokratické republiky Jemen stále setrvával na postu premiéra sjednocené Jemenské republiky, ale politické boje o moc jeho vládu učinily neefektivní. Jednání mezi představiteli severního a jižního Jemenu vyústily v podepsání dohody o příslibu v Ammanu dne 20. 2. 1994. Navzdory tomuto dokumentu se neshody vyostřily, až v květnu roku 1994 vypukly v občanskou válku.
Téměř veškeré pozemní boje se během občanské války vedly na jihu, ačkoli vzdušné a raketové útoky na města byly vedeny na severu. Obyvatelé jihu hledali pomoc u sousedních států. Našli ji především u Saúdské Arábie, která se cítila ohrožena sjednoceným Jemenem. Spojené státy americké podporovaly Jemenskou jednotu a nabádaly k návratu k jednacímu stolu. Jejich snaha, stejně jako snaha velvyslanců OSN přišla vniveč a občanská válka pokračovala.
Představitelé jižního Jemenu proklamovali dne 21. 5. 1994 vytvoření Demokratické republiky Jemen, ale nově vzniklý stát nebyl uznán na mezinárodním poli. Ali Nasirovi sympatizanti do značné míry pomohli vojenským jednotkám při potlačování separatistů a 7. 7. 1994 dobyli Aden. Poté se odpor většiny jihojemenských představitelů zlomil a mnoho jich odešlo do exilu.
V důsledku občanské války se strana YSP reorganizovala, přesto zůstala bez svého původního vlivu.
V roce 1994 došlo ke změně ústavy a byl eliminován prezidentský poradní sbor. Prezident Ali Abdallah Salih byl zvolen parlamentem 1. 10. 1994 na pětileté období. Následný prezident bude volen všelidovým hlasováním z nejméně dvou kandidátů, které vyberou zákonodárci. Podle těchto pravidel byl pak v roce 1999 opět zvolen Abdallah Salih. Volby proběhly svobodně a v souladu se zákonem. Roku 1997 se v Jemenu konaly druhé parlamentní volby.

### Situace po přelomu tisíciletí

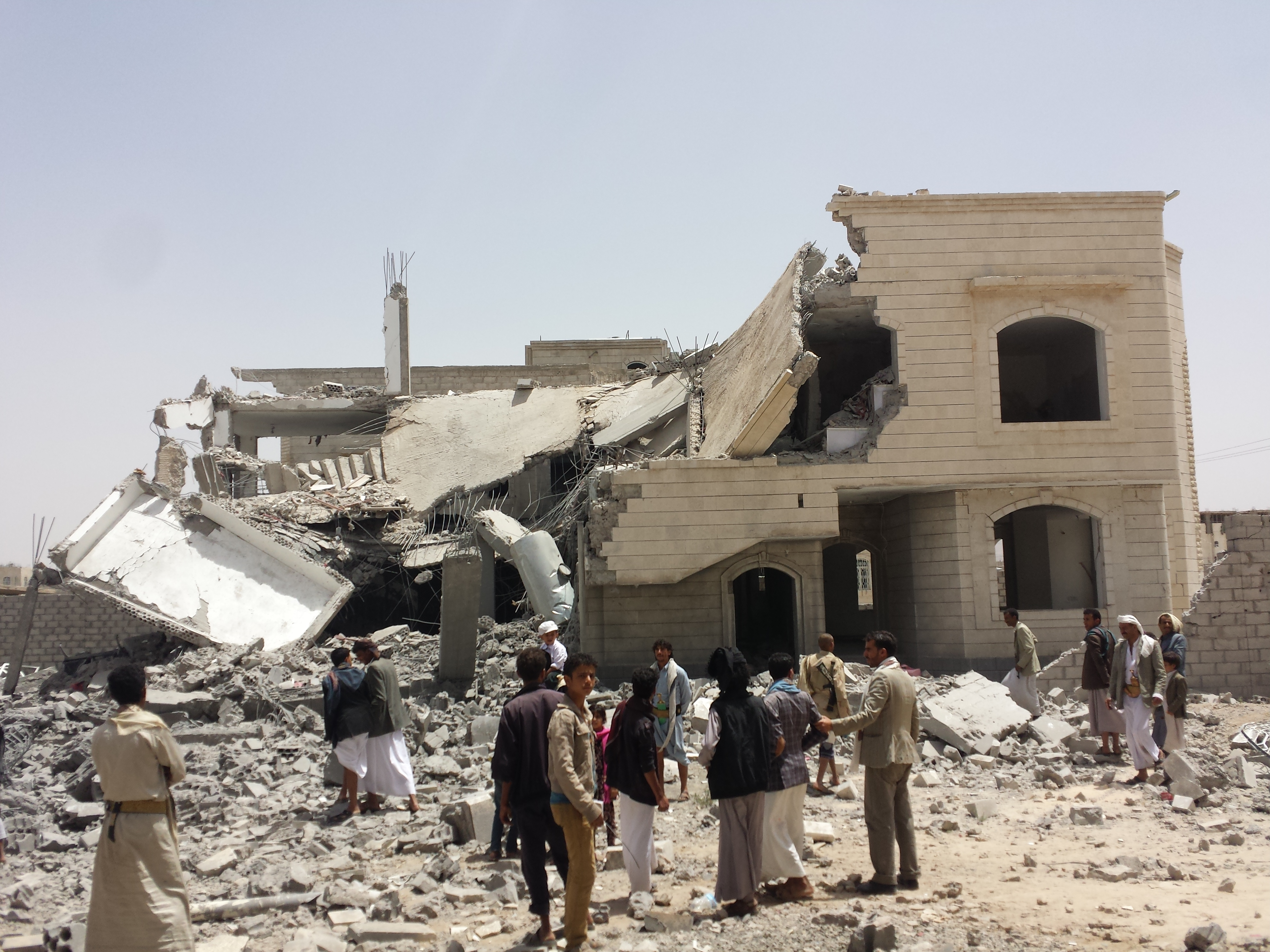
Saudy vedený nálet na Saná, 12. června 2015: Saúdská Arábie vede akce bez mandátu OSN.

Ústavní změny přijaté v létě roku 2000 prodloužily prezidentské období o 2 roky, což posunulo další prezidentské volby do roku 2006. Změny se také dotkly parlamentu, který je volen na šestileté období. Dne 20. 2. 2001 další změna ústavy vytvořila dvoukomorový zákonodárný orgán, který se skládá z Rady Shura (111 členů jmenovaných prezidentem) a Sněmovny reprezentantů (301 členů volených lidovým hlasováním). V roce 2000 vláda začala boj proti povstaleckým skupinám. V lednu 2011 rozsáhlé protesty Arabského jara vedly k ozbrojenému povstání, země se dostala na pokraj občanské války. Prezident Alí Abdalláh Sálih byl při protestech v červnu 2011 zraněn a přislíbil rezignaci. Na počátku roku 2012 pak skutečně předal vládu do rukou viceprezidenta Abd Rabu Mansur Hadiho. Ten následně zahájil rozhovory o nové ústavě s politickou opozicí a různými segmenty občanské společnosti, stejně jako s šíitskými Hútíovci (kteří ovládají část severního Jemenu) a separatisty z jižních oblastí země. Hadi také reformoval jemenskou armádu, z níž odstranil některé příbuzné bývalého prezidenta Sáliha, který i nadále disponuje v zemi jistým vlivem.